# Giulia Gatti
Giulia Gatti (Bergamo, 16 marzo 1989) è un'ex cestista italiana.
Playmaker di 168 cm, ha giocato con la Nazionale italiana e in serie A2.

## Carriera
Nel 2013-14 passa alla Passalacqua Ragusa.
Ingaggiata da Schio al termine della stagione, vi rimane per quattro anni, durante i quali conquista 3 scudetti, altrettante coppe Italia e quattro Supercoppe.
Nel 2018 si trasferisce al Basket Femminile Le Mura Lucca.
Nella primavera 2019 accetta il ruolo di assistente del coach del Basket Team Crema Giuliano Stibiel; l'anno successivo, dopo aver portato a termine una maternità, decide di ritornare in campo come giocatrice nel roster della scuola lombarda.
Il 28 marzo 2019 viene pubblicato un suo video sulle pagine social del Sand Basket (basket sulla sabbia) e diventa testimonial della disciplina.

## Statistiche

### Presenze e punti nei club
Statistiche aggiornate al 31 luglio 2021

### Stagioni regolari
| Stagione        | Squadra                        | Competizione | Partite | Partite | Partite | Statistiche tiro | Statistiche tiro | Statistiche tiro | Altre statistiche | Altre statistiche | Altre statistiche | Altre statistiche | Altre statistiche |
| Stagione        | Squadra                        | Competizione | Pres.   | Titol.  | Minuti  | Tiri da 2        | Tiri da 3        | Liberi           | Rimb.             | Assist            | Rubate            | Stopp.            | Punti             |
| --------------- | ------------------------------ | ------------ | ------- | ------- | ------- | ---------------- | ---------------- | ---------------- | ----------------- | ----------------- | ----------------- | ----------------- | ----------------- |
| 2006-2007       | Geas Sesto San Giovanni        | Serie A2     | 29      | 6       | 595     | 45/122           | 12/53            | 36/54            | 88                | 48                | 33                | 2                 | 162               |
| 2007-2008       | New Wash Montigarda            | Serie A1     | 18      | 1       | 187     | 16/31            | 3/14             | 8/14             | 13                | 4                 | 6                 | 0                 | 49                |
| 2008-2009       | Napoli Basket Vomero           | Serie A1     | 26      | 6       | 389     | 32/68            | 11/40            | 14/20            | 36                | 24                | 22                | 0                 | 111               |
| 2009-2010       | RomaSistemi Pomezia            | Serie A2     | 26      | 26      | 992     | 82/220           | 35/104           | 48/82            | 111               | 17                | 53                | 2                 | 317               |
| 2010-2011       | GMA Pozzuoli                   | Serie A1     | 29      | 9       | 676     | 36/114           | 7/37             | 37/54            | 59                | 44                | 37                | 2                 | 130               |
| 2011-2012       | Pool Comense                   | Serie A1     | 33      | 33      | 895     | 51/133           | 29/86            | 35/47            | 66                | 58                | 47                | 0                 | 224               |
| 2012-2013       | Goldbet Taranto                | Serie A1     | 22      | 5       | 526     | 39/88            | 21/48            | 23/31            | 41                | 40                | 23                | 1                 | 164               |
| 2013-2014       | Passalacqua Ragusa             | Serie A1     | 32      | 32      | 862     | 48/116           | 21/76            | 42/47            | 96                | 56                | 40                | 3                 | 201               |
| 2014-2015       | Famila Basket Schio            | Serie A1     | 34      |         | 656     | 51/107           | 14/42            | 31/41            | 60                | 68                | 39                | 2                 | 175               |
| 2015-2016       | Famila Basket Schio            | Serie A1     | 34      |         | 617     | 42/91            | 17/51            | 25/33            | 48                | 71                | 30                | 3                 | 160               |
| 2016-2017       | Famila Basket Schio            | Serie A1     | 25      |         | 317     | 12/39            | 7/37             | 13/20            | 18                | 29                | 18                | 1                 | 58                |
| 2017-2018       | Famila Basket Schio            | Serie A1     | 33      |         | 433     | 16/48            | 10/31            | 5/12             | 37                | 59                | 15                | 6                 | 67                |
| 2018-2019       | Basket Femminile Le Mura Lucca | Serie A1     | 22      |         | 625     | 37/102           | 25/73            | 40/53            | 61                | 99                | 7                 | 2                 | 189               |
| 2020-2021       | Basket Team Crema              | Serie A2     | 28      |         | 817     | 50/135           | 51/127           | 34/46            | 83                | 95                | 38                | 5                 | 287               |
| Totale carriera |                                |              |         |         |         |                  |                  |                  |                   |                   |                   |                   |                   |

### Coppe nazionali
| Stagione        | Squadra                        | Competizione        | Partite | Partite | Partite | Statistiche tiro | Statistiche tiro | Statistiche tiro | Altre statistiche | Altre statistiche | Altre statistiche | Altre statistiche | Altre statistiche |
| Stagione        | Squadra                        | Competizione        | Pres.   | Titol.  | Minuti  | Tiri da 2        | Tiri da 3        | Liberi           | Rimb.             | Assist            | Rubate            | Stopp.            | Punti             |
| --------------- | ------------------------------ | ------------------- | ------- | ------- | ------- | ---------------- | ---------------- | ---------------- | ----------------- | ----------------- | ----------------- | ----------------- | ----------------- |
| 2010-2011       | GMA Pozzuoli                   | Coppa Italia A1     | 2       |         | 53      | 0/5              | 1/4              | 0/0              | 8                 | 5                 | 5                 | 0                 | 3                 |
| 2011-2012       | Pool Comense                   | Coppa Italia A1     | 4       |         | 119     | 9/17             | 4/9              | 7/9              | 11                | 6                 | 6                 | 0                 | 37                |
| 2012-2013       | Goldbet Taranto                | Supercoppa italiana | 1       |         | 22      | 1/4              | 0/2              | 3/4              | 1                 | 2                 | 0                 | 0                 | 5                 |
| 2013-2014       | Passalacqua Ragusa             | Coppa Italia A1     | 1       |         | 37      | 1/5              | 0/3              | 0/0              | 4                 | 0                 | 0                 | 1                 | 2                 |
| 2014-2015       | Famila Basket Schio            | Coppa Italia A1     | 2       |         | 27      | 2/5              | 0/3              | 1/2              | 1                 | 1                 | 0                 | 0                 | 5                 |
| 2014-2015       | Famila Basket Schio            | Supercoppa italiana | 1       |         | 24      | 1/6              | 1/2              | 4/4              | 2                 | 1                 | 2                 | 0                 | 9                 |
| 2015-2016       | Famila Basket Schio            | Coppa Italia A1     | 2       |         | 40      | 3/9              | 0/1              | 1/2              | 3                 | 5                 | 1                 | 0                 | 7                 |
| 2015-2016       | Famila Basket Schio            | Supercoppa italiana | 1       |         | 20      | 2/3              | 1/3              | 0/0              | 2                 | 4                 | 1                 | 0                 | 7                 |
| 2016-2017       | Famila Basket Schio            | Coppa Italia A1     | 3       |         | 12      | 1/2              | 0/0              | 0/0              | 1                 | 3                 | 0                 | 0                 | 2                 |
| 2016-2017       | Famila Basket Schio            | Supercoppa italiana | 1       |         | 12      | 0/0              | 0/0              | 0/0              | 0                 | 1                 | 1                 | 0                 | 0                 |
| 2017-2018       | Famila Basket Schio            | Coppa Italia A1     | 2       |         | 36      | 2/5              | 0/0              | 0/0              | 1                 | 7                 | 3                 | 1                 | 2                 |
| 2018-2019       | Famila Basket Schio            | Coppa Italia A1     | 1       |         | 32      | 2/6              | 2/4              | 0/0              | 6                 | 5                 | 1                 | 0                 | 10                |
| 2018-2019       | Basket Femminile Le Mura Lucca | Supercoppa italiana | 1       |         | 29      | 3/4              | 3/5              | 2/2              | 3                 | 3                 | 1                 | 0                 | 17                |
| 2020-2021       | Basket Team Crema              | Coppa Italia A2     | 3       |         | 107     | 5/11             | 5/16             | 20/20            | 9                 | 11                | 1                 | 1                 | 45                |
| 2020-2021       | Basket Team Crema              | Coppa Italia A2     | 3       |         | 71      | 5/14             | 1/7              | 4/4              | 9                 | 7                 | 2                 | 0                 | 17                |
| Totale carriera |                                |                     |         |         |         |                  |                  |                  |                   |                   |                   |                   |                   |

### Cronologia presenze e punti in Nazionale
| Cronologia completa delle presenze e dei punti in Nazionale - Italia | Cronologia completa delle presenze e dei punti in Nazionale - Italia | Cronologia completa delle presenze e dei punti in Nazionale - Italia | Cronologia completa delle presenze e dei punti in Nazionale - Italia | Cronologia completa delle presenze e dei punti in Nazionale - Italia | Cronologia completa delle presenze e dei punti in Nazionale - Italia | Cronologia completa delle presenze e dei punti in Nazionale - Italia | Cronologia completa delle presenze e dei punti in Nazionale - Italia |
| Data                                                                 | Città                                                                | In casa                                                              | Risultato                                                            | Ospiti                                                               | Competizione                                                         | Punti                                                                | Note                                                                 |
| -------------------------------------------------------------------- | -------------------------------------------------------------------- | -------------------------------------------------------------------- | -------------------------------------------------------------------- | -------------------------------------------------------------------- | -------------------------------------------------------------------- | -------------------------------------------------------------------- | -------------------------------------------------------------------- |
| 16/02/2011                                                           | Parma                                                                | Italia                                                               | 63 - 77                                                              | World Stars                                                          | Amichevole                                                           | 0                                                                    | [ 9 ]                                                                |
| 14/02/2012                                                           | Parma                                                                | Italia                                                               | 54 - 68                                                              | World Stars                                                          | Amichevole                                                           | 0                                                                    | [ 10 ]                                                               |
| 25/05/2012                                                           | Pomezia                                                              | Italia                                                               | 62 - 37                                                              | Bulgaria                                                             | Torneo amichevole                                                    | 6                                                                    | [ 11 ]                                                               |
| 27/05/2012                                                           | Pomezia                                                              | Italia                                                               | 56 - 58                                                              | Grecia                                                               | Torneo amichevole                                                    | 7                                                                    | [ 12 ]                                                               |
| 03/06/2012                                                           | Belgrado                                                             | Italia                                                               | 70 - 65                                                              | Israele                                                              | Torneo amichevole                                                    | 13                                                                   | [ 13 ]                                                               |
| 04/06/2012                                                           | Belgrado                                                             | Italia                                                               | 64 - 59                                                              | Romania                                                              | Torneo amichevole                                                    | 2                                                                    | [ 14 ]                                                               |
| 05/06/2012                                                           | Belgrado                                                             | Serbia                                                               | 88 - 61                                                              | Italia                                                               | Torneo amichevole                                                    | 0                                                                    | [ 15 ]                                                               |
| 12/06/2012                                                           | Riga                                                                 | Lettonia                                                             | 71 - 52                                                              | Italia                                                               | Qual. Euro 2013 - Gruppo E                                           | 4                                                                    | [ 16 ]                                                               |
| 20/06/2012                                                           | Frosinone                                                            | Italia                                                               | 86 - 37                                                              | Lussemburgo                                                          | Qual. Euro 2013 - Gruppo E                                           | 0                                                                    | [ 17 ]                                                               |
| 23/06/2012                                                           | Atene                                                                | Grecia                                                               | 53 - 64                                                              | Italia                                                               | Qual. Euro 2013 - Gruppo E                                           | 4                                                                    | [ 18 ]                                                               |
| 27/06/2012                                                           | Latina                                                               | Italia                                                               | 76 - 58                                                              | Finlandia                                                            | Qual. Euro 2013 - Gruppo E                                           | 7                                                                    | [ 19 ]                                                               |
| 30/06/2012                                                           | Latina                                                               | Italia                                                               | 60 - 57                                                              | Lettonia                                                             | Qual. Euro 2013 - Gruppo E                                           | 10                                                                   | [ 20 ]                                                               |
| 11/07/2012                                                           | Latina                                                               | Italia                                                               | 68 - 61                                                              | Grecia                                                               | Qual. Euro 2013 - Gruppo E                                           | 0                                                                    | [ 21 ]                                                               |
| 14/07/2012                                                           | Vantaa                                                               | Finlandia                                                            | 62 - 82                                                              | Italia                                                               | Qual. Euro 2013 - Gruppo E                                           | 9                                                                    | [ 22 ]                                                               |
| 12/11/2012                                                           | Parma                                                                | Lavezzini Parma                                                      | 57 - 58                                                              | Italia                                                               | Amichevole                                                           | 3                                                                    | [ 23 ]                                                               |
| 18-5-2013                                                            | Bourg-en-Bresse                                                      | Francia                                                              | 72 - 43                                                              | Italia                                                               | Amichevole                                                           | 3                                                                    | [ 24 ]                                                               |
| 19-5-2013                                                            | Roanne                                                               | Francia                                                              | 67 - 39                                                              | Italia                                                               | Amichevole                                                           | 2                                                                    | [ 25 ]                                                               |
| 20-5-2013                                                            | Clermont-Ferrand                                                     | Francia                                                              | 82 - 58                                                              | Italia                                                               | Amichevole                                                           | 5                                                                    | [ 26 ]                                                               |
| 24/05/2013                                                           | Frosinone                                                            | Italia                                                               | 48 - 47                                                              | Bulgaria                                                             | Amichevole                                                           | 0                                                                    | [ 27 ]                                                               |
| 25/05/2013                                                           | Frosinone                                                            | Italia                                                               | 61 - 50                                                              | Bulgaria                                                             | Amichevole                                                           | 3                                                                    | [ 28 ]                                                               |
| 31-5-2013                                                            | Belgrado                                                             | Montenegro                                                           | 48 - 63                                                              | Italia                                                               | Torneo amichevole                                                    | 5                                                                    | [ 29 ]                                                               |
| 2-6-2013                                                             | Belgrado                                                             | Canada                                                               | 50 - 52                                                              | Italia                                                               | Torneo amichevole                                                    | 9                                                                    | [ 30 ]                                                               |
| 5-6-2013                                                             | Mogilev                                                              | Ucraina                                                              | 69 - 60                                                              | Italia                                                               | Torneo amichevole                                                    | 0                                                                    | [ 31 ]                                                               |
| 6-6-2013                                                             | Mogilev                                                              | Bielorussia                                                          | 75 - 67                                                              | Italia                                                               | Torneo amichevole                                                    | 1                                                                    | [ 32 ]                                                               |
| 7-6-2013                                                             | Mogilev                                                              | Serbia                                                               | 73 - 62                                                              | Italia                                                               | Torneo amichevole                                                    | 2                                                                    | [ 33 ]                                                               |
| 15-6-2013                                                            | Vannes                                                               | Italia                                                               | 64 - 63                                                              | Svezia                                                               | EuroBasket 2013 - Prima fase Gruppo B                                | 5                                                                    | [ 34 ]                                                               |
| 16-6-2013                                                            | Vannes                                                               | Spagna                                                               | 71 - 59                                                              | Italia                                                               | EuroBasket 2013 - Prima fase Gruppo B                                | 7                                                                    | [ 35 ]                                                               |
| 17-6-2013                                                            | Vannes                                                               | Russia                                                               | 72 - 66                                                              | Italia                                                               | EuroBasket 2013 - Prima fase Gruppo B                                | 7                                                                    | [ 36 ]                                                               |
| 20-6-2013                                                            | Lilla                                                                | Turchia                                                              | 66 - 46                                                              | Italia                                                               | EuroBasket 2013 - Seconda fase Gruppo E                              | 2                                                                    | [ 37 ]                                                               |
| 22-6-2013                                                            | Lilla                                                                | Italia                                                               | 58 - 47                                                              | Slovacchia                                                           | EuroBasket 2013 - Seconda fase Gruppo E                              | 9                                                                    | [ 38 ]                                                               |
| 24-6-2013                                                            | Lilla                                                                | Italia                                                               | 66 - 60                                                              | Montenegro                                                           | EuroBasket 2013 - Seconda fase Gruppo E                              | 6                                                                    | [ 39 ]                                                               |
| 26-6-2013                                                            | Orchies                                                              | Serbia                                                               | 85 - 79                                                              | Italia                                                               | EuroBasket 2013 - Quarti di finale                                   | 7                                                                    | [ 40 ]                                                               |
| 27-6-2013                                                            | Orchies                                                              | Rep. Ceca                                                            | 72 - 68                                                              | Italia                                                               | EuroBasket 2013 - Semifinali finale 5º-8º                            | 0                                                                    | [ 41 ]                                                               |
| 29-6-2013                                                            | Orchies                                                              | Svezia                                                               | 77 - 60                                                              | Italia                                                               | EuroBasket 2013 - Finale 7º-8º                                       | 8                                                                    | [ 42 ]                                                               |
| 17-5-2014                                                            | Pomezia                                                              | Italia                                                               | 51 - 59                                                              | Gran Bretagna                                                        | Amichevole                                                           | 17                                                                   | [ 43 ]                                                               |
| 18-5-2014                                                            | Pomezia                                                              | Italia                                                               | 48 - 60                                                              | Gran Bretagna                                                        | Amichevole                                                           | 4                                                                    | [ 44 ]                                                               |
| 23-5-2014                                                            | Castel San Pietro Terme                                              | Italia                                                               | 66 - 74                                                              | Bulgaria                                                             | Amichevole                                                           | 6                                                                    | [ 45 ]                                                               |
| 24-5-2014                                                            | Castel San Pietro Terme                                              | Italia                                                               | 77 - 79                                                              | Israele                                                              | Amichevole                                                           | 0                                                                    | [ 46 ]                                                               |
| 25-5-2014                                                            | Castel San Pietro Terme                                              | Italia                                                               | 82 - 72                                                              | Cina                                                                 | Amichevole                                                           | 8                                                                    | [ 47 ]                                                               |
| 26-5-2014                                                            | Castel San Pietro Terme                                              | Italia                                                               | 58 - 50                                                              | Paesi Bassi                                                          | Amichevole                                                           | 6                                                                    | [ 48 ]                                                               |
| 30-5-2014                                                            | Louvain-la-Neuve                                                     | Ucraina                                                              | 85 - 56                                                              | Italia                                                               | Torneo amichevole                                                    | 3                                                                    | [ 49 ]                                                               |
| 31-5-2014                                                            | Louvain-la-Neuve                                                     | Belgio                                                               | 76 - 51                                                              | Italia                                                               | Torneo amichevole                                                    | 3                                                                    | [ 50 ]                                                               |
| 1-6-2014                                                             | Louvain-la-Neuve                                                     | Paesi Bassi                                                          | 57 - 55                                                              | Italia                                                               | Torneo amichevole                                                    | 11                                                                   | [ 51 ]                                                               |
| 22-6-2014                                                            | Ragusa                                                               | Italia                                                               | 65 - 52                                                              | Portogallo                                                           | Qual. Euro 2015 - Girone C                                           | 0                                                                    | [ 52 ]                                                               |
| 25-6-2014                                                            | Ragusa                                                               | Italia                                                               | 83 - 68                                                              | Lettonia                                                             | Qual. Euro 2015 - Girone C                                           | 12                                                                   | [ 53 ]                                                               |
| 29-12-2014                                                           | Schio                                                                | Italia                                                               | 66 - 63                                                              | Romania                                                              | Torneo amichevole                                                    | 0                                                                    | [ 54 ]                                                               |
| Totale                                                               |                                                                      | Presenze                                                             | 46                                                                   |                                                                      | Punti                                                                | 216                                                                  |                                                                      |

## Palmarès
- Campionato italiano: 3
Famila Schio: 2014-15, 2015-16, 2017-18
- Coppa Italia: 3
Famila Schio: 2015, 2017, 2018
- Coppa Italia di Serie A2: 2
Crema: 2020, 2021
- Supercoppa italiana: 4
Famila Schio: 2014, 2015, 2016, 2017